# Ursula Knab
Ursula Knab, po mężu Schlicksupp (ur. 22 listopada 1929 w Heidelbergu, zm. 23 maja 1989 w Karlsruhe) – niemiecka lekkoatletka specjalizująca się w krótkich biegach sprinterskich, srebrna medalistka letnich igrzysk olimpijskich w Helsinkach (1952) w sztafecie 4 × 100 metrów.

## Sukcesy sportowe
- brązowa medalistka mistrzostw RFN w biegu na 100 m – 1951[1]

| Rok  | Miasto   | Zawody               | Konkurencja        | Wynik         |
| ---- | -------- | -------------------- | ------------------ | ------------- |
| 1952 | Helsinki | igrzyska olimpijskie | sztafeta 4 × 100 m | srebrny medal |

## Rekordy życiowe
- bieg na 100 m – 12,0 – 1952
- bieg na 200 m – 25,0 – 1952